# Габі Коренгель
Габі Коренгель (нід. Gaby Coorengel; нар. 27 листопада 1969) — колишня нідерландська тенісистка.
Найвищу одиночну позицію світового рейтингу — 229 місце досягла 25 листопада 1991, парну — 117 місце — 28 жовтня 1991 року.
Здобула 4 одиночні та 6 парних титулів.
Найвищим досягненням на турнірах Великого шолома було 2 коло в парному розряді.

## Фінали ITF
| турніри $25,000 |
| турніри $10,000 |

### Одиночний розряд: 5 (4–1)
| Результат | Ранг | Дата              | Турнір                    | Покриття   | Суперниця           | Рахунок             |
| --------- | ---- | ----------------- | ------------------------- | ---------- | ------------------- | ------------------- |
| Поразка   | 1.   | 5 жовтня 1992     | Дублін, Ірландія          | Ґрунт      | Лоранс Андретто     | 6–1, 3–6, 3–6       |
| Перемога  | 1.   | 1 лютого 1993     | Ньюкасл-апон-Тайн, Англія | Килим (i)  | Ліззі Джелфс        | 6–1, 6–2            |
| Перемога  | 2.   | 8 лютого 1993     | Сандерленд, Англія        | Килим (i)  | Світлана Пархоменко | 3–6, 7–6(3), 6–3    |
| Перемога  | 3.   | 15 листопада 1993 | Суонсі, Уельс             | Тверде (i) | Ширлі-Енн Сіддалл   | 6–3, 6–7(3), 7–6(5) |
| Перемога  | 4.   | 7 лютого 1994     | Сандерленд, Англія        | Килим (i)  | Маріон Маруска      | 6–2, 7–5            |

### Парний розряд: 14 (6–8)
| Результат | Ранг | Дата            | Турнір                    | Покриття   | Партнерка     | Суперниці                                | Рахунок          |
| --------- | ---- | --------------- | ------------------------- | ---------- | ------------- | ---------------------------------------- | ---------------- |
| Перемога  | 1.   | 20 липня 1987   | Амерсфорт, Нідерланди     | Ґрунт      | Кароліна Віс  | Ївонне дер Кіндерен Інґа Долман          | 6–3, 3–6, 6–1    |
| Перемога  | 2.   | 18 липня 1988   | Амерсфорт, Нідерланди     | Ґрунт      | Кароліна Віс  | Паскалле Дрюйтс Ївонне Схрерс            | 6–3, 6–2         |
| Поразка   | 1.   | 12 лютого 1990  | Герсгольм, Данія          | Килим (i)  | Амі ван Бюрен | Мерете Баллінґ-Стокман Пернілла Соренсен | 4–6, 6–4, 5–7    |
| Поразка   | 2.   | 19 лютого 1990  | Манчестер, Англія         | Килим (i)  | Амі ван Бюрен | Мішель Андерсон Вірджинія Гамфріс-Девіс  | 2–6, 2–6         |
| Перемога  | 3.   | 21 травня 1990  | Катовиці, Польща          | Ґрунт      | Амі ван Бюрен | Карін Балекова Їтка Дубцова              | 7–5, 3–6, 6–3    |
| Поразка   | 3.   | 3 грудня 1990   | Гавр, Франція             | Ґрунт (i)  | Амі ван Бюрен | Аньєс Зукасті Жулі Алар-Декюжі           | 3–6, 0–6         |
| Поразка   | 4.   | 2 грудня 1991   | Гавр, Франція             | Ґрунт (i)  | Амі ван Бюрен | Наталі Ерреман Євгенія Манюкова          | 3–6, 4–6         |
| Поразка   | 5.   | 17 лютого 1992  | Hebron, Іспанія           | Ґрунт      | Амі ван Бюрен | Петра Голубова Маркета Штускова          | 7–5, 4–6, 2–6    |
| Поразка   | 6.   | 20 квітня 1992  | Рамат-га-Шарон, Ізраїль   | Тверде     | Яел Сегал     | Карін Баккум Інгелісе Дрігейс            | 2–6, 1–6         |
| Поразка   | 7.   | 19 жовтня 1992  | Lyss, Швейцарія           | Тверде (i) | Амі ван Бюрен | Баркан Неллі Светлана Кривенчева         | 6–7(4), 6–3, 4–6 |
| Перемога  | 4.   | 22 лютого 1993  | Валенсія, Іспанія         | Ґрунт      | Амі ван Бюрен | Ева Бес Вірхінія Руано Паскуаль          | 6–4, 6–0         |
| Поразка   | 8.   | 26 липня 1993   | Реда-Віденбрюк, Німеччина | Ґрунт      | Амі ван Бюрен | Петра Голубова Катя Олєклаус             | 5–7, 0–6         |
| Перемога  | 5.   | 7 лютого 1994   | Сандерленд, Англія        | Тверде (i) | Елісон Сміт   | Кароліне Стассен Наталі Тейссен          | 3–6, 6–1, 6–2    |
| Перемога  | 6.   | 14 березня 1994 | Реймс, Франція            | Ґрунт (i)  | Елісон Сміт   | Ева Меліхарова Івана Янковська           | 4–6, 7–6, 7–5    |